# Potamilla paulina
Potamilla paulina är en ringmaskart som först beskrevs av Adolph Eduard Grube 1868.  Potamilla paulina ingår i släktet Potamilla och familjen Sabellidae. Inga underarter finns listade i Catalogue of Life.